# حبة سعيد (يافع)

تعديل مصدري - تعديل

حبة سعيد هي إحدى قرى عزلة لبعوس بمديرية يافع التابعة لمحافظة لحج، بلغ تعداد سكانها 307 نسمة حسب تعداد اليمن لعام 2004.